# Tatakau Shisho
Tatakau Shisho (яп. 戦う司書, укр. Бойові Бібліотекарі) — серія новел японського письменника Ямаґата Ісіо з ілюстраціями Маесіма Сіґекі.
Перша новела з серії була опублікована видавництвом Shueisha 22 вересня 2005 року. 22 січня 2010 року вийшов останній 10-тий том з серії.
Манґа-адаптація серії почала публікуватися 19 березня 2008 року в інтернет-журналі Ultra Jump Egg. Останній третій том вийшов 19 жовтня 2009 року.
Аніме за мотивами серіалу було анонсоване в червні 2009 року. Перша серія, створена студією David Production, з'явилася 2 жовтня 2009 року. Всього заплановано 26 серій.

## Сюжет
У цьому світі всі померлі люди перетворюються на книги, доторкнувшись до яких, будь-хто може побачити життя її господаря. Книги збираються у Великій бібліотеці, а зберігачами є каста бібліотекарів — могутніх бойових магів, покликаних підтримувати порядок і карати ворогів. Бойовим бібліотекарям протистоїть секта Сіндекі.

## Медіа

### Манґа

#### Список томів
| № | Дата виходу       | ISBN                   |
| - | ----------------- | ---------------------- |
| 1 | 19 лютого 2009    | ISBN 978-4-08-877589-0 |
| 2 | 17 липня 2009     | ISBN 978-4-08-877692-7 |
| 3 | 19 листопада 2009 | ISBN 978-4-08-877768-9 |